# Fife Symington
Pour les articles homonymes, voir Symington.
Fife Symington, né le 12 août 1945 à New York, est un homme d'affaires et homme politique américain. Membre du Parti républicain, il est gouverneur de l'Arizona de 1991 à 1997.

## Biographie
Il grandit au Maryland. Diplômé de l'université Harvard en 1968, il rejoint l'armée et sert lors de la guerre du Viêt Nam. Il se retire en 1971 avec le grade de capitaine.
Il fonde son entreprise de promotion immobilière en 1976, Symington Company, et en est le président jusqu'en 1989. 
Il est élu gouverneur de l'Arizona au second tour le 26 février 1991 avec 52,4 % des voix face au démocrate Terry Goddard et entre en fonction le 6 mars suivant. Il est réélu le 8 novembre 1994 avec 52,54 % des voix face au démocrate Eddie Basha.
En juin 1996, Symington est inculpé de 21 chefs d'accusation pour avoir fraudé ses prêteurs en tant que promoteur immobilier, d'avoir extorqué de l'argent à une caisse de retraite et de s'être parjurer lors d'une audience de mise en faillite. Le 4 septembre 1997, il est reconnu coupable par un jury fédéral de sept chefs d'accusation liés à la fraude bancaire et doit remettre sa démission de gouverneur le lendemain.
Il affirme avoir vu des OVNI dans le ciel d'Arizona en 1997, appelées les Lumières de Phoenix,.